# Місцеві рішення глобального безладу (фільм)
Місцеві рішення ґлобального безладу - документальний фільм Колін Серро. Випущений у Франції 7 квітня 2010 року.

## Зміст
Різні експерти, біологи та фермери висловлюють свою думку з таких питань, як оптимізація ґрунту, різноманітність насіння та виробництво здорової їжі. Відповідно до цього фільму, головні герої фільму Серро "про те, що земля отруєна хімічними добривами та пестицидами, що поставки насіння багатонаціональними корпораціями зведені до мінімуму і що фермерів часто ведуть до руйнування залежністю від цих корпорацій."
 Існує безліч фільмів, застережних нас про катастрофу, що насувається. Вони мали своє значення. Але тепер нам необхідно показати, що у нас є варіанти рішення, нам варто прислухатися до думок філософів та економістів, які, пояснюючи чому наша модель суспільства загрузла в екологічній, фінансовій та політичній кризах, наскільки нам відомо, винаходять і експериментують над альтернативами. — Колін Серро
Фільм зачіпає екологічну тематику. Режисер зустрічається з П'єром Рабхі, з французькими мікробіологами і агроекологами Лідією і Клодом Бургиньон, з організацією Безземельних в Бразилії, з Kokopelli в Індії, з еко-фермером Семеном Антонцем в Україні.
Фільм розповідає про взаємини між глобальними бідами - зубожінням хліборобів, розвитку індустрії і зміною ідеології в поводженні з землеробством (поводження з живою землею як з ворогом, якого треба перемогти), про залежність сучасного індустріального землеробства від нафтової промисловості, про те, що є альтернативні рішення по виходу з цієї залежності, і що зараз саме час починати їх здійснювати.
 Цим фільмом я показую, що в будь-якому кінці Землі є люди, які роблять те ж саме, що мають таке ж відношення до життя і таку ж практику в поводженні з родючою землею. Універсальність рішень, що кидається в очі, як і їх простота, були справжньою метою цього фільму. — Колін Серро

## Зовнішні ланки
Локальне Рішення Глобальних Проблем HD якість ч.1 (озвучка російською, на тлі чути оригінальну озвучку)

Локальне Рішення Глобальних Проблем HD якість ч.2 (озвучка російською, на тлі чути оригінальну озвучку)